# Naturschutzgebiet Hirtlohweiher bei Schwandorf
Der Hirtlohweiher bei Schwandorf ist ein Naturschutzgebiet, FFH-Gebiet und EU-Vogelschutzgebiet nahe Schwandorf im Oberpfälzer Landkreis Schwandorf in Bayern.
Das Naturschutzgebiet befindet sich 4 Kilometer südöstlich von Schwandorf. Es ist Bestandteil der beiden Fauna-Flora-Habitat (FFH) Charlottenhofer Weihergebiet, Hirtlohweiher und Langwiedteiche und des EU-Vogelschutzgebietes Charlottenhofer Weihergebiet, Hirtlohweiher und Langwiedteiche.
Das 64 ha große Areal umfasst im Wesentlichen die Wasserfläche im Zentrum sowie umfangreiche Verlandungsbereiche. Hier finden sich naturnahe Stillgewässer- und Verlandungsbereiche. Es ist ein Lebensraum für bedrohte Tier- und Pflanzenarten. Die Flachwasserzonen, Verlandungs-, Schilf-, Übergangsmoor- und Bruchwaldbereiche sind ein bedeutsames Rast- und Brutgebiet für feuchtgebietsgebundene Vogelarten.
Das Naturschutzgebiet wurde am 3. März 1993 ausgewiesen.